# Allpa Kallpa
Allpa Kallpa és una pel·lícula dramàtica peruana de 1975 dirigida per Bernardo Arias i fotografia d'Eulogio Nishiyama i Jorge Vignati. Va ser exhibida durant el 9è Festival Internacional de Cinema de Moscou, on va guanyar un Premi de plata.

## Sinopsi
Un grup de pagesos lluiten per la seva dignitat enfront d'un abusiu gamonal en el context de la Reforma agrària peruana, i és que Allpa Kallpa significa en quítxua «força de la terra».

## Repartiment
- Zully Azurin com Valicha.
- Tulio Loza com Nemesio Chupaca.[4]
- Jorge Pool Cano com professor.
- Cuchita Salazar com Doralina.
- Hudson Valdivia com terratinent.
- Guillermo Campos[5]
- Melcochita[6]

## Producció
La pel·lícula va ser finançada per la productora Apurimac S.A., propietat de l'actor Tulio Loza. El rodatge es va realitzar a Huasao, prop de la ciutat del Cusco.
Va ser estrenada a Lima el 25 de juliol de 1974. El govern militar de Juan Velasco Alvarado la va considerar com una burla cap a les seves reformes, per la qual cosa va ser censurada. A l'Argentina també va sofrir censura i va ser titllada de subversiva. Però potser un dels motius més forts d'aquesta censura va ser perquè es rumorejava que Juan Velasco Alvarado tenia relacions amb Madeline Hartog qui va ser Miss Món en 1967 i es diu que, a manera de sorna, Tulio Pisa li va posar a un dels seus personatges femenins secundaris Madeleine i potser és probable que s'enfurís.